# Pieve di Santo Stefano e Santa Libera
La pieve di Santo Stefano e Santa Libera è un edificio sacro in stile romanico risalente al XI secolo che sorge all’estremità sud del paese di Rocca d'Arazzo, in Piemonte, sulla sottostante vallata del Tanaro fino ad Asti.

## Architettura
L’antica chiesa di Santo Stefano a croce latina presenta un’abside atipica rispetto a quelle delle altre chiese dell’Astigiano. Essa è divisa da tre lesene in cotto, in quattro campi. Una serie di finestrelle, due per ogni campo, con arco a pieno centro e con apertura a squarcio, corre subito sotto la linea di gronda. Più sotto si aprono altre finestrelle, un po’ più ampie delle precedenti.

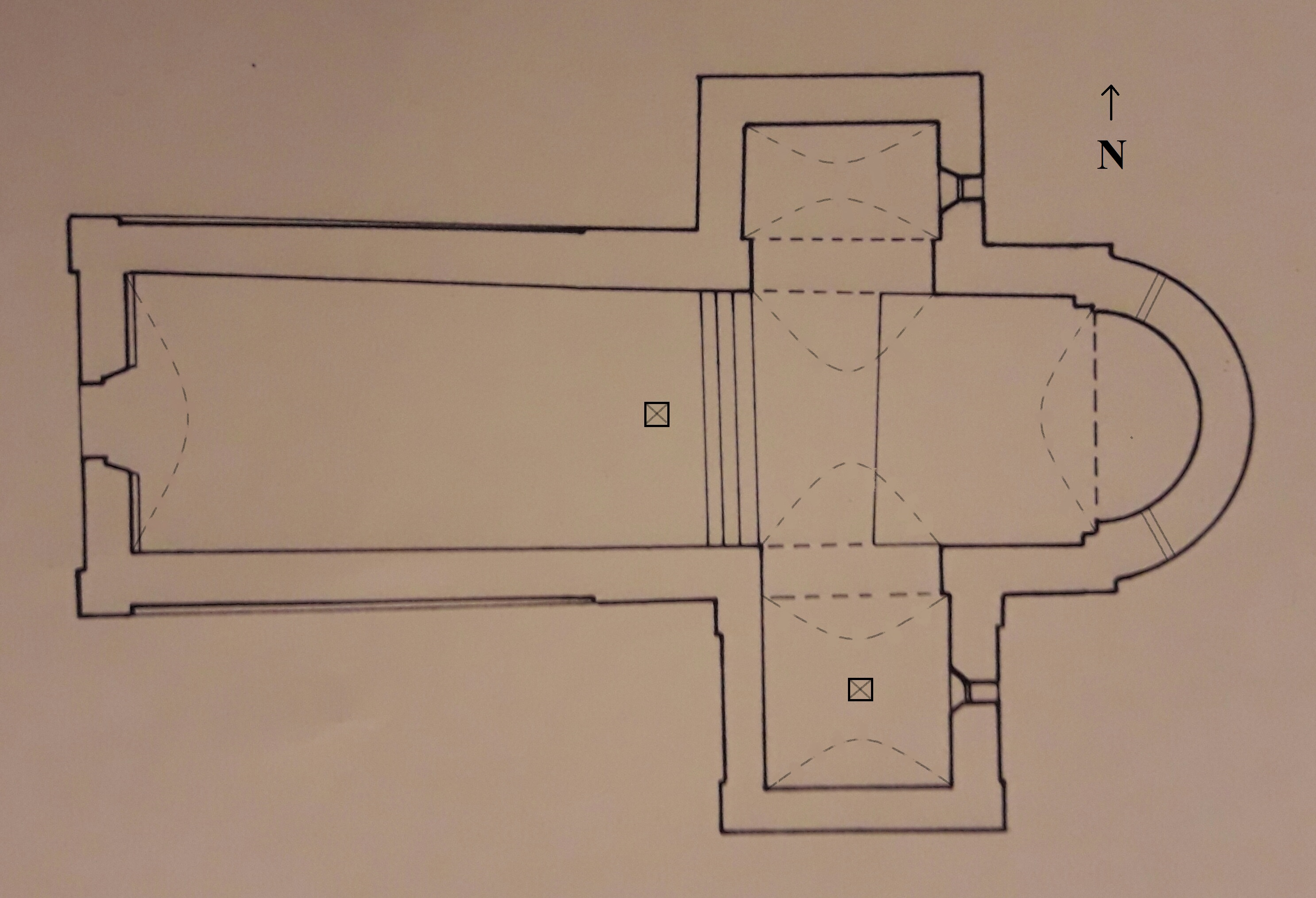
Pianta della pieve di S.Stefano e S. Libera

Pianta: aula rettangolare con due cappelle diseguali ai lati del presbiterio che fanno assumere alla pianta l'aspetto di una croce latina, coro rettangolare e abside semicircolare. Volte e solai: a botte in mattoni in foglio su aula, cappelle e coro; a crociera sul presbiterio e semicatino sull'abside. Coperture: tetto a capanna sull'aula e a padiglione sulle due cappelle (struttura lignea), ad una falda semiconica sull'abside; manto in coppi. Tecniche murarie: muratura intonacata nell'aula con pietra stuccata nella parte bassa; muratura di mattoni, con qualche elemento lapideo, coperta di scialbo nell'abside.Pavimenti: Mattonelle in cotto. Decorazioni esterne: fornici del coronamento absidale. Decorazioni interne: affresco nel semicatino (XIII e XV secolo), stucchi nella cappella sul fianco nord, cornice d'imposta della volta. Arredi: altare ligneo con paliotto, alcune tele, candelabri in legno dorato, panche in legno ex voto. Strutture sotterranee: due locali utilizzati come ossari.

### La torre romana
Preesistenze di età romana sono state ipotizzate sulla base di materiali rinvenuti. Uno di questi è il frammento di una lapide (probabilmente un cippo funerario romano) che si trova sulla parete esterna del transetto sud rimossa dal gradino antistante l’altare, durante i lavori eseguiti negli anni sessanta. Sulla lapide compare la scritta “SIBI ET LAEVAE PAULENAE UXORI”. La lapide come altri materiali usati nella costruzione della chiesa viene quasi certamente da resti di insediamenti romani intorno alla via Fulvia che i muratori medioevali usavano smantellare per procurarsi pietre e mattoni. Data la posizione elevata del colle, è possibile che in epoca precedente l’edificazione della chiesa, fosse preesistita una torre di avvistamento romana.

## Storia

### Il diploma di Enrico III
Un diploma del 26 gennaio 1041 rilasciato dal re dei Franchi Enrico III di Germania conferma al Vescovo di Asti, fra gli altri beni ecclesiali, il castello di Rocca d’Arazzo “cum capellis et silvis”. Poiché sembra doversi escludere la presenza di un grosso insediamento abitativo, l’esistenza di più edifici di culto potrebbe far pensare a diverse piccole comunità sparse e operanti nel territorio all’ombra del castello, la cui edificazione è attribuita al Vescovo di Asti. Una delle cappelle è quella di Santo Stefano che sorge in un piccolo villaggio fuori le mura della fortezza ed è circondata da fitte selve.

### Il lazzaretto
Nel ‘600 apparve in Europa la peste, un flagello portato in Italia dai Lanzichenecchi che travolse la Lombardia e Milano tra il 1628 e il 1630. Anche Rocca non scampò al contagio. Molti abitanti del borgo si ammalarono. Intorno a S. Stefano venne allora allestito un lazzaretto, un ospedale cioè più di speranza che di cura. Date le scarse conoscenze mediche del tempo, infatti, probabilmente la maggior parte degli infermi non sopravvivesse alla pestilenza. Lo testimonia il fatto che il terreno attorno alla chiesa fu adibito a cimitero; tant’è vero che, nel 1669, a seguito di lavori di rifacimento del pavimento vengono alla luce una notevole quantità di resti umani, che sono sistemati, insieme ad altre ossa disperse attorno all’edificio, nell’attiguo cimitero. Tanto si impresse nella memoria lo scampato flagello che i rocchesi vollero edificare nel 1686 un'altra chiesa, oggi scomparsa, intitolata a san Rocco come sentito voto di ringraziamento.

### Il crociato e l'eremita
Un’antica leggenda vuole che il figlio cadetto di una nobile famiglia del posto di nome Defendente dei Penna, prima di partire crociato per combattere in Palestina, facesse voto, se mai fosse tornato sano e salvo dalla Terra Santa, di costruire una chiesa e di trascorrervi il resto della vita in eremitaggio. La preghiera fu ascoltata e Defendente mantenne la parola facendo erigere, sui resti di un tempio preesistente, una cappella, la cui abside circolare con dodici finestre a ricordare i dodici apostoli, ricordava nella fantasia popolare, un’antica costruzione dove ci si recava per guarire con l’acqua di una fonte. Il racconto vuole anche che l’eremita in quell’abside venisse sepolto e che il suo sepolcro celasse un passaggio sotterraneo che lo collegava al castello della Rocca. Nella chiesa davanti ai gradini che salgono all’altare, all’arrivo dell’ultimo gradino del presbiterio, vi sono tre mattoni rettangolari di grosse dimensioni con gli spigoli smussati, vi è l’accesso, murato, ad un ambiente sotterraneo o ad una sepoltura. Tra il 1962 e il 1965 viene demolita la cosiddetta casa dell’eremita, una piccola costruzione addossata al fianco Sud della chiesa che serviva da abitazione al frate che si occupava dell’edificio religioso e dell’annesso cimitero. La casupola era già descritta come “cadente” dal rapporto di una visita pastorale del 1837.

### L'editto di Saint Cloud
Nel 1804 l’editto di Saint Cloud, promulgato da Napoleone Bonaparte obbliga i centri abitati a destinare alla sepoltura dei defunti un luogo ai margini dell’abitato per esigenze igieniche e sanitarie. Visto il divieto di utilizzare il cimitero all’interno del paese, dal 1805 i rocchesi rimettono in funzione quello di Santo Stefano, preesistente da secoli. Ma, sia perché troppo vicino ai fabbricati, sia perché la natura del terreno rendeva difficile lo scavo delle fosse, nel 1819 viene dismesso in favore di quello attuale.

### La vigna
Gli eremiti che si succedono nel tempo hanno cura della cappella campestre. Ai frati erano infatti affidati lavori di manutenzione, come pure il trasporto delle vettovaglie, del fieno, delle messi raccolte nell’eremitaggio. Inoltre custodivano la chiesa, provvedevano alle riparazioni e si procuravano gli approvvigionamenti necessari in parte con l’aiuto della comunità e in parte con le elemosine, non avendo loro alcun reddito salvo una vigna all’intorno.

### Anno 2014: restauri

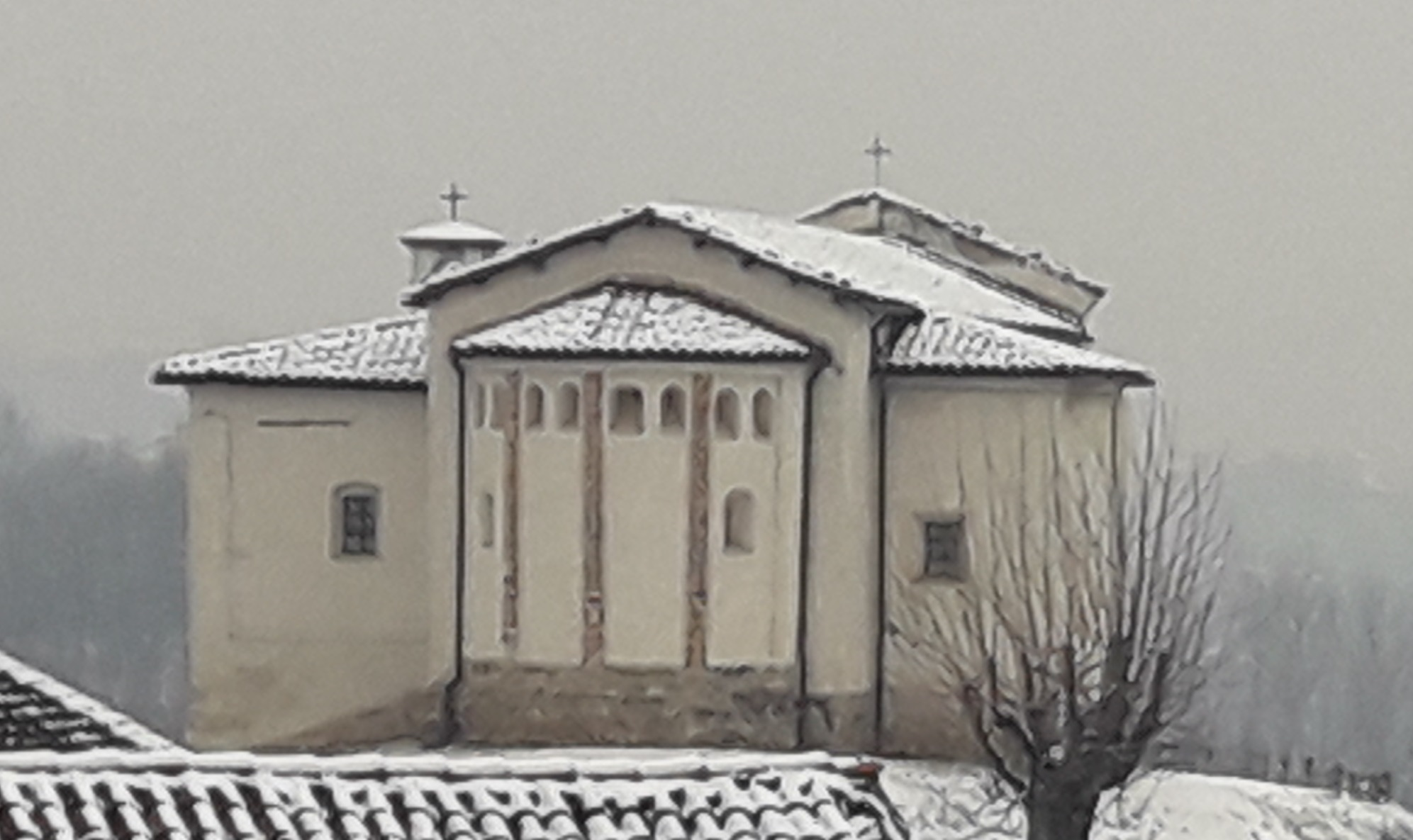
Pieve di Santo Stefano e Santa Libera innevata

“I dipinti, eseguiti con la tecnica del buon fresco, versano in condizioni disastrose sia nel supporto che nel colore…” questo è quanto si rivela nel 1997 a seguito di un sopralluogo dei Beni culturali. I danni agli affreschi sono ben visibili. Le lesioni all’intonaco sono particolarmente estese con il rischio che ampie porzioni delle pitture cadano e vadano irrimediabilmente perse. Ci sono inoltre crepe ramificate in corrispondenza dell’abside dovute ad un assestamento del terreno. Non sono lesioni recenti: già a partire dal XV sec. vengono prodotte martellinature, per l’esecuzione e la sovraimmissione di nuovi dipinti. Inoltre nel corso del tempo si producono grossolane stuccature di manutenzione con cemento e gesso che hanno abraso ulteriormente alcune parti. Partono così i lavori di restauro. Le varie fasi dell’intervento prevedono operazioni di consolidamento e pulitura, vengono inoltre rimosse tutte le stuccature in gesso e malta di cemento che possono compromettere la struttura., nonché la bellezza artistica dei dipinti.
Dopo anni di abbandono, sono stati eseguiti lavori di restauro con manutenzioni ordinarie e migliorie: è stata disboscata l’intera selva che nascondeva la chiesa; esternamente e internamente è stata ristrutturata ed è stata effettuata la stuccatura della fascia perimetrale più bassa. All'interno sono stati riportati il tabernacolo, la statua lignea di santo Stefano, i candelabri, i quadretti della Via Crucis, i quadretti ex voto e tutti i dipinti ad olio su tela.

## Opere d'arte

### Santo Stefano

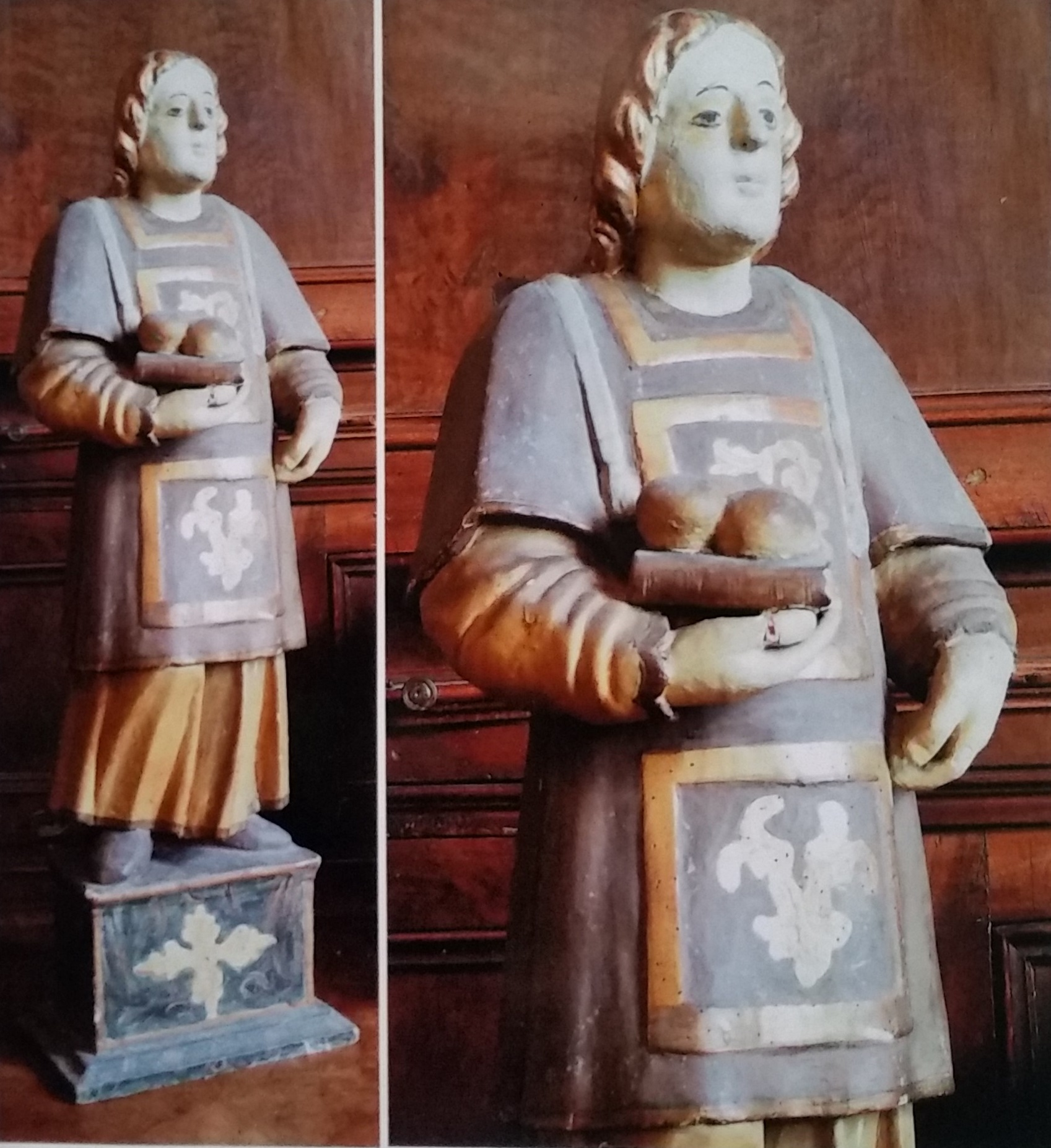
Scultura a tutto tondo di Santo Stefano

All’interno della Chiesa è possibile osservare una scultura a tutto tondo, raffigurante Santo Stefano in abito diaconale che tiene con il braccio destro le pietre del martirio. L’opera è ascrivibile alla fine del XVII secolo. Il manufatto è stato eseguito in legno massello, successivamente ingessato e decorato per mezzo di tempere e lamine di metallo pregiato.

### Santa Libera

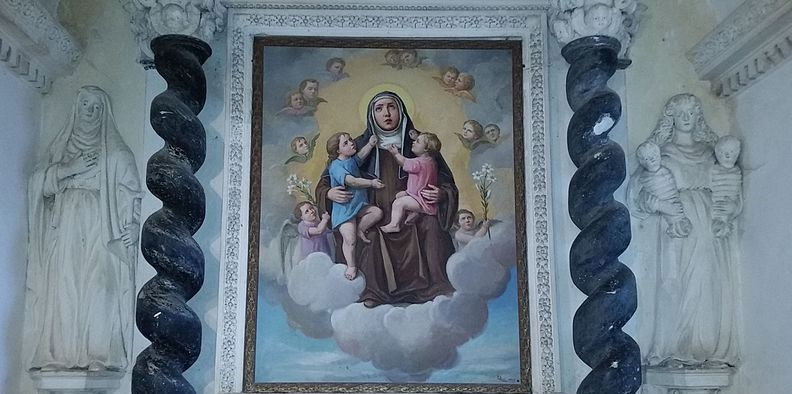
Quadro di Santa Libera con ai lati le raffigurazioni in stucco di Santa libera con i bambini in braccio e della sorella Faustina

La leggenda di Santa Libera affonda le radici nei riti precristiani legati alla Dea Madre, la dove l’acqua era considerata sacra e taumaturgica. Sulla collina ove ora sorge la chiesa di Santo Stefano, un tempo sgorgava una sorgente circondata da una foresta. Una donna, a cui la lebbra aveva roso le mani lasciandole solo due moncherini, si recò con i due figli nella folta selva che ricopriva le pendici del monte. Giunti nei pressi della fonte, i bambini scivolarono nell’acqua rischiando di annegare. Fu allora che la donna udì una voce intimarle di affondare in acqua gli arti che ridiventarono mani forte e sane, con le quali afferrò i piccoli e li trasse in salvo. Con l’avvento della religione cristiana, la guarigione miracolosa tramandata di generazione in generazione si tramutò in fede popolare. Libera fu così molto venerata fin dal Medio Evo e a lei ci si rivolgeva per essere liberati dalle malattie della pelle. Si giunge così fino ai giorni nostri in cui ancora la si invoca specialmente per la crosta lattea.
La devozione a Libera come santa cristiana, nacque probabilmente durante le pestilenze del Medio Evo. Nell’iconografia è rappresentata con due bambini fra le braccia come è possibile osservare nelle raffigurazioni su tela e in stucco contenute nella cappella. Fino a qualche anno fa, prima dei restauri che hanno necessariamente interrotto la pace del luogo, la chiesa era luogo di preghiera e di pellegrinaggio delle madri che invocavano la grazia per i loro figli malati, soprattutto se soffrivano di crosta lattea. Il rito consisteva nel percorrere in ginocchio la strada che porta alla chiesa; recitando il Rosario si effettuavano tre giri intorni all’edificio e ad ogni giro si bussava alla porta. Questo si ripeteva per nove giorni di seguito; ogni giorno si posava un sassolino sulla finestra della cappella di Santa Libera. Il nono giorno, attraverso la stessa finestra, si gettava all’interno la cuffietta del neonato.

### Madonna col Bambino con Sant'Antonio da Padova e San Giovanni evangelista

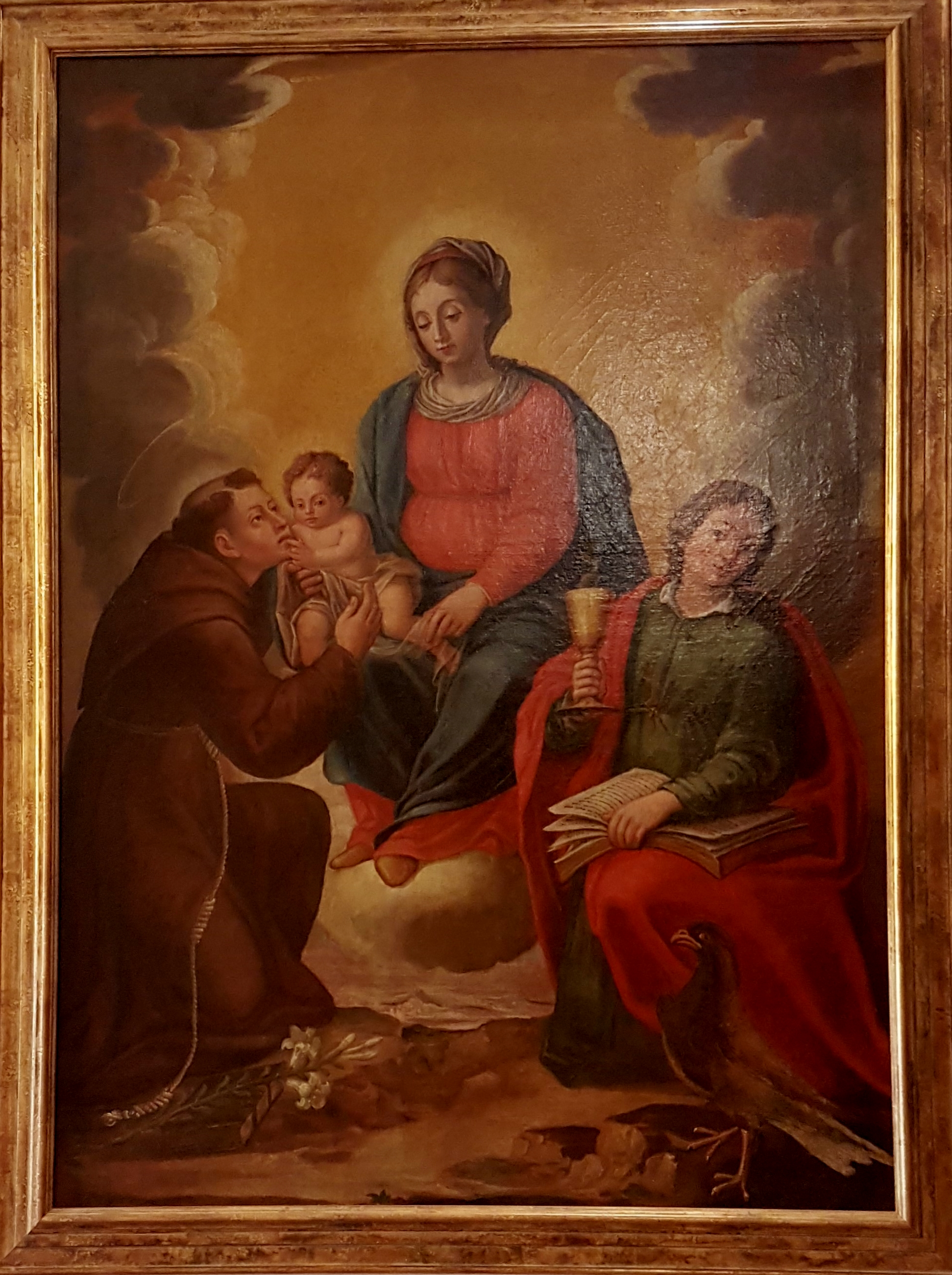
AUTORE: ambito piemontese fine XVIII sec- artista ignoto

Sul lato sinistro dell'aula principale lunga e stretta, è visibile un dipinto che raffigura la Madonna col bambino, Sant'Antonio da Padova e San Giovanni Evangelista, riconoscibili dagli elementi iconografici a loro attribuiti. Il dipinto è stato restaurato nel 2015.

### Il Martirio di Santo Stefano
Sul lato destro dell'aula principale è visibile un quadro con Santo Stefano posto al centro della raffigurazione con ai lati i due aguzzini e in alto Gesù Cristo e Dio Padre circondati dal coro celeste. Viene Rappresentato giovane con abiti da diacono; i suoi attributi visibili, sono le pietre con cui viene lapidato, la palma del martirio e il libro.

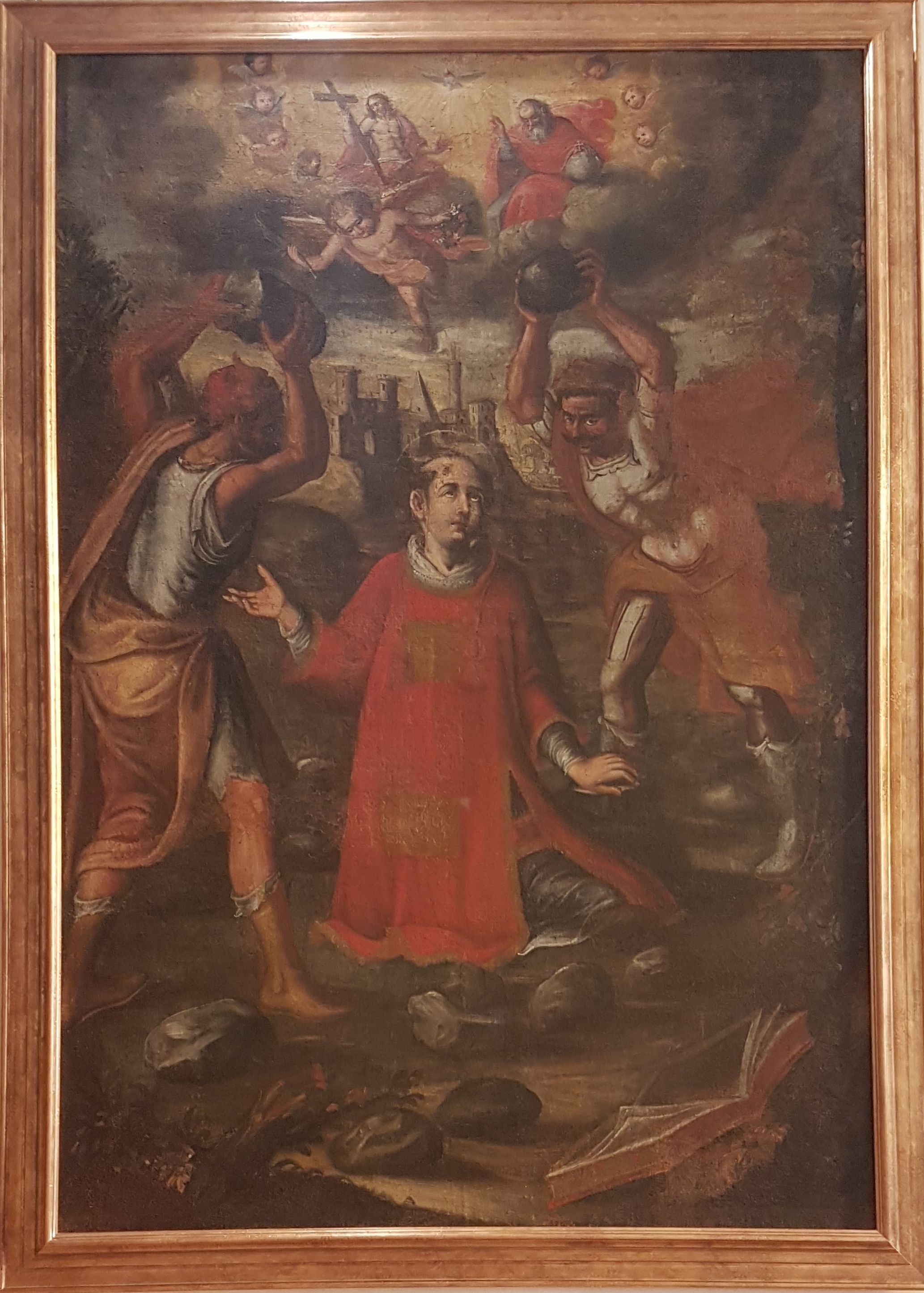
Autore ignoto 1685

### Madonna col Bambino, san Giovanni Battista e sant'Elena

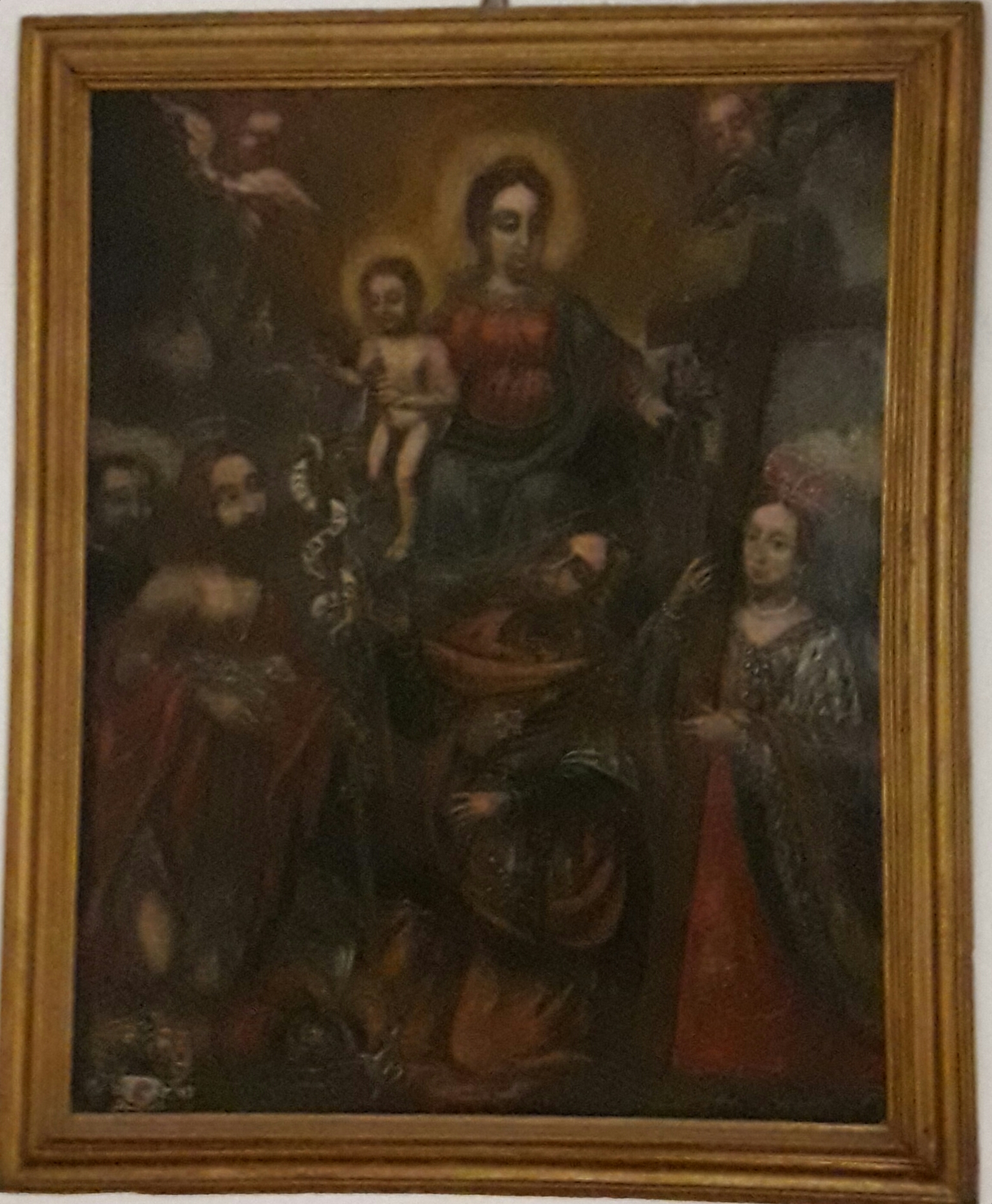
Autore: Batta Penna 1729

Nella cappella di destra si può ammirare il dipinto raffigura la Madonna col Bambino posti in posizione centrale, ai loro piedi quattro santi, da sinistra: il primo di difficile riconoscibilità, il secondo probabilmente San Giovanni Battista, il terzo un santo con la spada e palma, quindi un martire, ma anch’esso di difficile riconoscibilità e l’ultima farebbe pensare a Sant’Elena per gli elementi iconografici a lei appartenuti. In basso a sinistra è anche visibile uno stemma, anch’esso non di facile riconoscimento. San Giovanni Battista è rappresentato come eremita, vestito di pelli. Suoi attributi sono l’agnello, per la frase pronunciata quando vide Gesù" ecco l’agnello di Dio", e una croce con spesso un cartiglio (come in questo dipinto in cui sono state scritte in latino “Ecce Agnus Dei”).

### Il tabernacolo
Il tabernacolo, risalente al XVII secolo, è un manufatto realizzato in legno, assemblando più assi per mezzo di incastri, perni e colla animale, successivamente ingessato e decorato per mezzo di tempere e lamine di metallo pregiato. Simmetrico, ispirato al repertorio architettonico, con nicchia a edicola, contenente un calice ad alto rilievo tra colonne, fregi, volute e telamoni laterali il tutto culminante in un timpano spezzato. Il tabernacolo poggia su un basamento e due gradini laterali intagliati a girali floreali.

### Gli affreschi

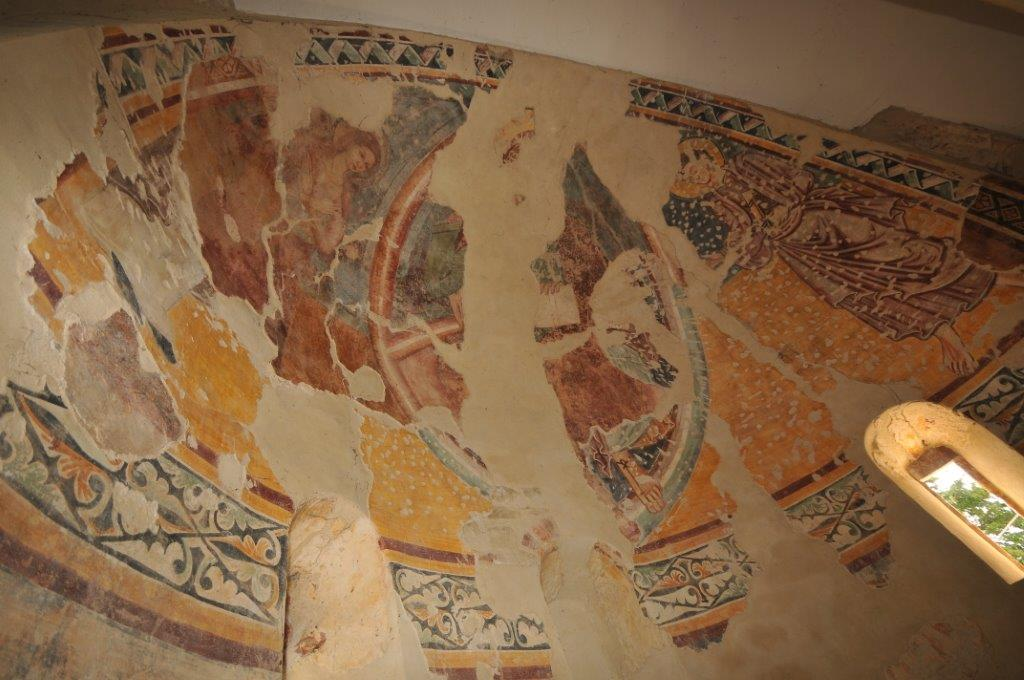
Affresco della calotta absidale della pieve rappresentante “Cristo in Gloria fra Maria e San Giovanni Evangelista"

Nel XII sec. nella confinante Azzano prospera il monastero di S. Bartolomeo, una comunità monastica che si è espansa in modo particolare verso la zona orientale della città. All’inizio del XIII sec. San Bartolomeo è un monastero ricco, come testimonia una bolla papale di Innocenzo IV (1247), dalla quale emerge che l’abbazia possiede chiese e case parrocchiali, e incamera le decime a esse pertinenti. Probabilmente, quindi, tutte le chiese e cappelle intorno ad Azzano erano possedimento del monastero, compresa S. Stefano. Ma accanto all’espansione territoriale San Bartolomeo si preoccupa anche del suo sviluppo spirituale: l’opera evangelica si dispone in quei tempi attraverso le immagini, che richiamano i fedeli ai momenti più alti della vita di Gesù e dei santi. È lecito supporre, dunque, che gli affreschi presenti nell’abside della chiesetta siano stati appositamente commissionati dall’abate del monastero. D'altronde una lettura stilistica degli stessi indirizzano la datazione proprio verso l’inizio del XIII sec., quando in un atto del 1237 compare un Guillelmus, chierico della chiesa di S. Stefano della Rocca (il pittore?) Committente ed autore rimangono anonimi, ma l’eccellente lavoro, la bellezza artistica delle pitture, sono tuttora il patrimonio più suggestivo ed ammirato della pieve.
L’affresco nella calotta absidale della chiesa di Santo Stefano rappresentante “Cristo in Gloria fra Maria e San Giovanni Evangelista”, che testimonia il passaggio dal Romanico al Gotico.
La bufera che in una giornata d’estate del 1966 si è abbattuta sull’astigiano, ha portato alla scoperta delle antiche pitture murali. Le folate di vento impetuose, penetrate dalle monofore dell’abside, hanno fatto cadere uno strato di intonaco di notevole spessore, che copriva la calotta, in parte forse già staccate in seguito ai movimenti del terreno. Sono così ricomparsi dall’oblio dei secoli affreschi quattrocenteschi, insieme ad altri romanici attribuiti al XIII secolo.
Nell’abside due monofore danno luce a tracce di un affresco, ornato da un fregio a nastro, raffigurante il Cristo Pantocratore in mandorla (frammento del piede sinistro, con legaccio del sandalo elegantemente annodato). Alla sua sinistra Maria dal capo velato è datata alla metà del XV secolo; alla destra della mandorla compare San Giovanni Evangelista che tiene con la mano il libro chiuso del suo Vangelo (la figura meglio conservata), avvolto in paludamenti violacei con ombreggiature purpuree. La lieve inclinazione del volto dell’Evangelista dai tratti molto puri, curvilinei nell’indicare gli occhi e la chioma comunica l’idea di una giovinezza meditativa e assorta. Qui, da un prestito d’età ellenistica sembra derivare, in particolare, l’impressione di prestezza che aderisce al modulo del piede. L’equilibrio armonico delle varie parti, che ricerca un’ideale bellezza di forme, ha rispondenze assai prossime con le miniature del cosiddetto gruppo di Ala, dove i colori sono altrettanto intensi e vellutati; mentre l’andamento flessuoso è già una caratteristica delle più antiche miniature di Tours. Quale sentimento del sacro rappresenta il “giovane Santo” di Rocca d’Arazzo? Non la religione della lontana Bisanzio, persa dietro al desiderio dell’oro immateriale, né quella rude, potente e plastica del romanico, ma una religiosità più confidente, interiorizzata, che non teme di compromettersi nell’accogliere modi ellenistici di visualizzazione del corpo. Ciò che si agita dentro, segno della nuova contraddizione del Gotico, trova modo di esternarsi nell’assottigliamento della persona, nel movimento franto delle vesti, in un’elevazione della propria fragilità verso l’alto.